# Legia Inwalidów Wojsk Polskich
Legia Inwalidów Wojsk Polskich im. gen. Józefa Sowińskiego (LIWP) – stowarzyszenie inwalidów Wojska Polskiego w II Rzeczypospolitej. 

## Historia
Celem stowarzyszenia było otoczenie opieką moralną i materialną inwalidów Wojsk Polskich oraz tych inwalidów Armij Zaborczych, którzy się do Powstania Państwa Polskiego w jakikolwiek sposób przyczynili, utrzymanie w nich ducha miłości Ojczyzny, której dowody na polach bitew złożyli, rozwijanie w nich instynktu państwowego, przy zabezpieczeniu możności bytu i wysunięcie ich na czoło narodu. Siedzibą stowarzyszenia była Warszawa.
Patronem LIWP został wybrany gen. Józef Longin Sowiński. Prezesami zarządu stowarzyszenia byli: Juraszek (1927, posądzony o układ z posłem komunistycznym Jerzym Czeszejko-Sochackim), rtm. dr Tadeusz Michał Nittman (1928), mjr Mieczysław Pawluk (1929, dotychczasowy wiceprezes).